# Adolphe Chatin

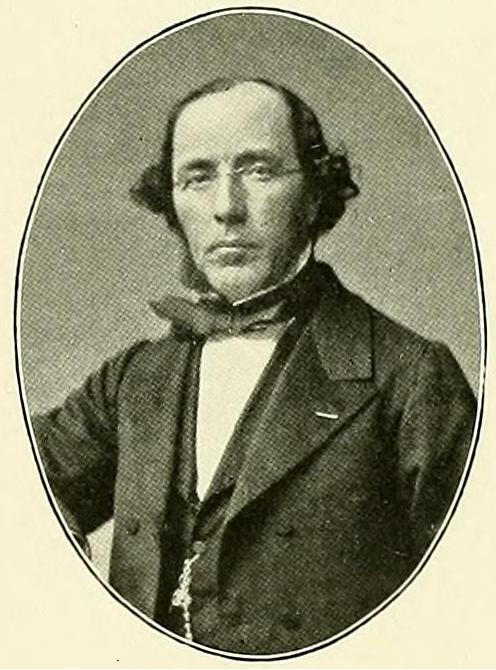
Gaspard Adolphe Chatin

Gaspard Adolphe Chatin (* 30. November 1813 in Tullins, Département Isère; † 13. Januar 1901 in Les Essarts-le-Roi, damals Département Seine-et-Oise) war ein französischer Botaniker, Mykologe und Mediziner. Sein offizielles botanisches Autorenkürzel lautet „Chatin“.

## Leben
Er studierte an der Faculté de médicine in Paris, wo er im Mai 1840 zum Doktor der Medizin promoviert wurde. 1841 wurde er leitender Pharmazeut des Hôpital Beaujon in Paris, 1859 des Hôtel-Dieu in Paris. 
Er war Professor der Botanik an der École supérieure de pharmacie, deren Direktor er ab 1874 war. Im April 1886 kam es zu Studentenunruhen an der Schule, und seine Absetzung wurde gefordert. Im August 1886 wurde er pensioniert und zum Ehrendirektor ernannt.
Sein Sohn Joannes Chatin war Botaniker und Zoologe.

## Mitgliedschaften und Ehrungen
- Académie de médicine (seit 1853)
- Académie des sciences (seit 1874)
- Société botanique de France
- Ritter der französischen Ehrenlegion (30. Dezember 1855)
- Offizier der französischen Ehrenlegion (1878)

## Schriften
- Quelques considérations sur les théories de l'accroissement par couches concentriques des arbres, Dissertation, 1840
- Études sur la physiologie végétale faites au moyen de l'acide arsénieux, 1848
- Symmétrie générale des organes des végétaux, 1848
- Existence de l'iode dans les plantes d'eau douce, dans l'eau, 1850–1854
- Un fait dans la question du goitre et du crétinisme, 1853
- Vallisneria spiralis, 1855
- Anatomie comparée des végétaux, 1856
- De l'Anatomie des Rhinanthacées considérée dans ses rapports avec la classification de ces plantes, 1857
- Sur l'anatomie des Santalacées ou Thésiacées, 1857
- Essai sur la mesure du degré d'élévation ou de perfection organique des espèces végétales, 1861
- Excursion botanique dirigée en Savoie et en Suisse, 1861
- Le Cresson, 1866
- Sur la vrille des cucurbitacées, 1867
- La truffe. Étude des conditions générales de la production truffière, Paris 1869 (Digitalisat)
- De l'Anthère. Recherches sur le développement, la structure et les fonctions de ses tissus, 1870
- Le Rôle de la sériciculture, 1870
- Du sucre dans les fruits, 1872
- Maladie des Châtaigniers, 1872
- Histoire naturelle des champignons comestibles et vénéneux, 1883